# باول روميرو
باول روميرو (بالإنجليزية: Paul Romero)‏ هو ملحن أمريكي، ولد في 10 سبتمبر 1965 في باسادينا في الولايات المتحدة.

## وصلات خارجية
- باول روميرو على موقع IMDb (الإنجليزية)
- باول روميرو على موقع ميوزك برينز (الإنجليزية)
- باول روميرو على موقع ديسكوغز (الإنجليزية)